# Aspidelaps lubricus
Aspidelaps lubricus là một loài rắn trong họ Rắn hổ. Loài này được Laurenti mô tả khoa học đầu tiên năm 1768. Đây là loài đặc hữu của Nam Phi.

## Hình ảnh

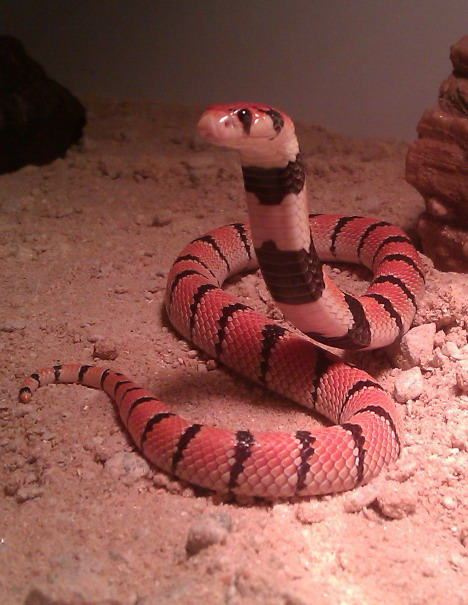
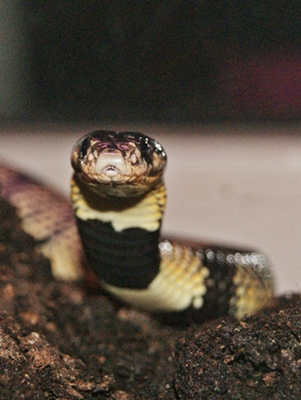
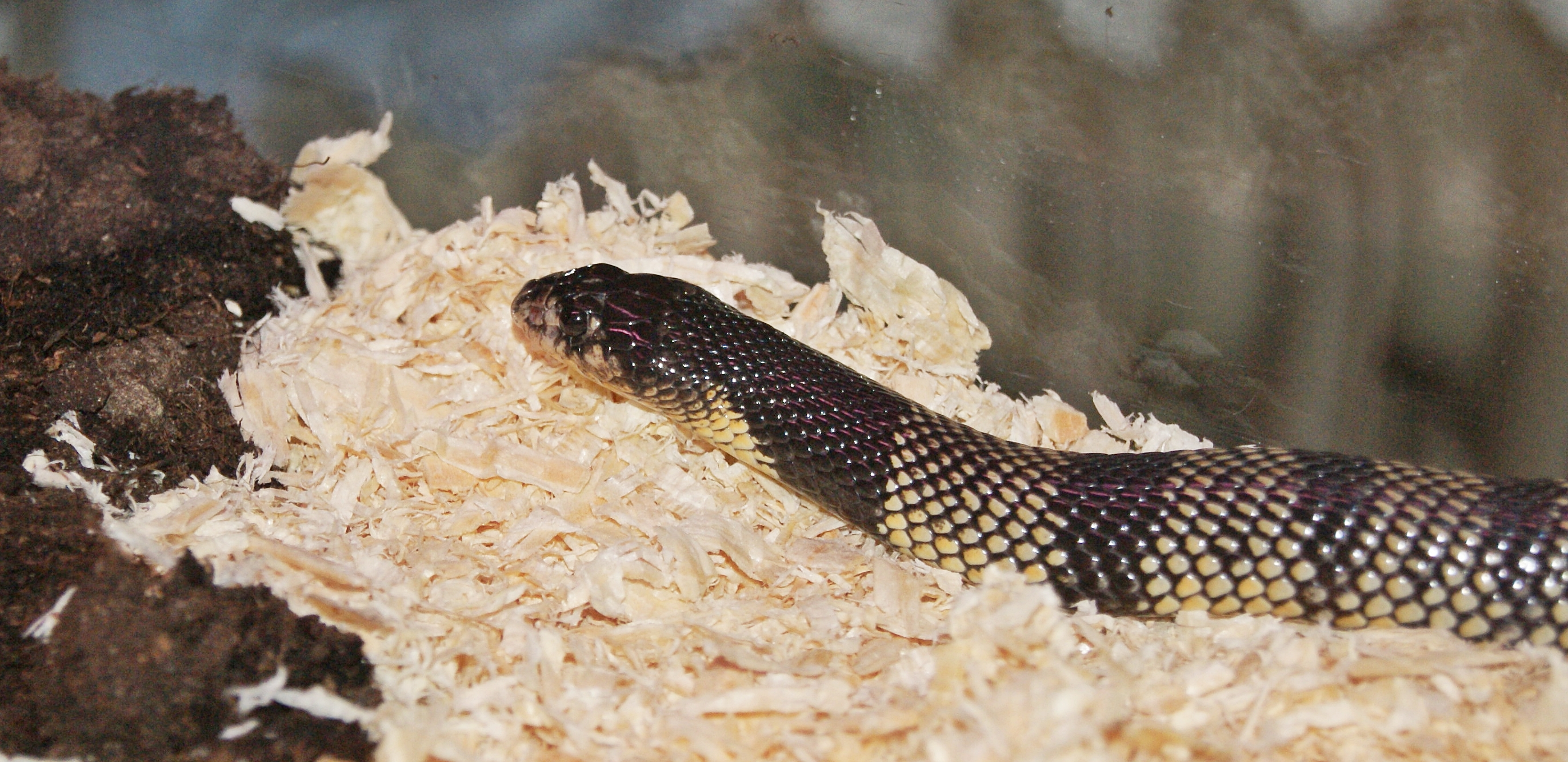
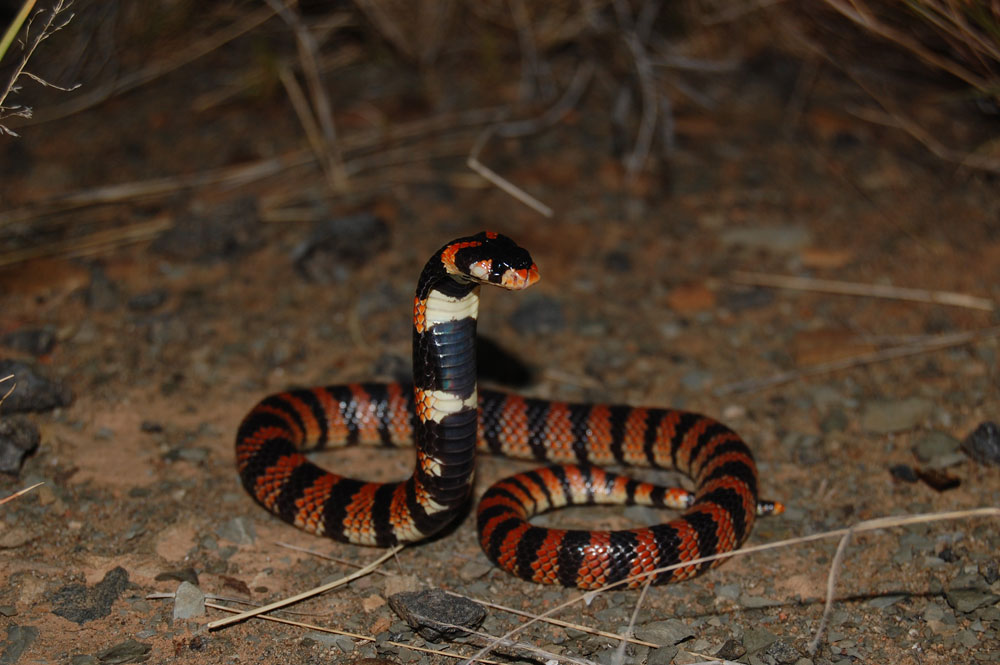